# Marjan Šimenc
Marjan Šimenc, slovenski filozof, * 29. julij 1963, Črnuče

### Življenjepis
V Ljubljani je obiskoval osnovno in srednjo šolo, potem pa se odločil za študij na Filozofski fakulteti v Ljubljani, ki ga je leta 1988 zaključil na filozofskem in sociološkem oddelku. Že med študijem je delal kot urednik na Radiu Študent, poleg tega pa tudi prevajal in objavil prve članke v reviji Problemi. 
Na Filozofski fakulteti v Ljubljani je leta 1992 pridobil naziv magistra filozofije. Doktoriral je v Ljubljani leta 2001 z nalogo Pragmatični zasuk v sodobni filozofiji in vprašanje subjekta pod mentorstvom Slavoja Žižka. 
Med magistrskim študijem se je zaposlil na Gimnaziji Bežigrad, kjer je opravil strokovni izpit. Sprva je učil v nacionalnem programu, kasneje pa tudi na oddelku mednarodne mature. 
Trenutno je zaposlen kot docent na Pedagoški fakulteti in Pedagoškem inštitutu kot višji raziskovalec. Na Filozofski fakulteti je deloval kot asistent za didaktiko filozofije. Je soavtor učnega načrta in maturitetnega kataloga za predmet filozofija. Deluje tudi kot odgovorni urednik revije Filozofija na maturi (FNM) in glavni ocenjevalec na maturitetni komisiji za filozofijo. Poleg tega je urednik tudi pri revijah Vzgoja in izobraževanje in Šolsko polje ter zbirkah Kratka dela in Temeljna dela.

### Pomembnejši članki
- Jezikovne igre in oblika življenja. Problemi, ISSN 0555-2419, 1999, let. 37, št. 3/4, str. 109-123. 529037
- Obravnava Protagore pri temi spoznanje. FNM, ISSN 1408-8274, 1998, let. 5, št. 1(17), str. 19-26. 459607
- Področja svobode. FNM, ISSN 1408-8274, 1998, let. 5, št. 3/4(18), str. 7-11. 458583
- Searlova pot od dobesednega pomena do ozadja. Problemi, ISSN 0555-2419, 1997, 35, št. 3/4, str. 153-174. 201815
- Š.M. in J. H. Mead: Behaviorizem, sebstvo in posplošeni drugi. Problemi, ISSN 0555-2419, 1995, 33, št. 4/5, str. 165-179. 54746880
- Communication and convention. Mesotes, ISSN 1017-8279, 1993, 3, št. 3, str. 352-359. 127575
- Konvencija in komunikacija. Problemi, Razprave, ISSN 0353-4014, 1993, št. 1/2, str. 327-340. 52346880
- K izpeljavi zakona v Heglovi Pravni filozofiji. Filozofski vestnik, ISSN 0353-4510. izd., 1990, let. 11, št. 2, str. 49-55. 22613762
- Searlova teorija intence in učnociljno načrtovanje kurikula. V: JUSTIN, Janez, et al. Družbene spremembe in izobraževanje. Ljubljana: Laserprint, 1998, str. 47-59. 345687
- Mesto vednosti v gimnazijskem pouku filozofije. V: ŠIMENC, Marjan (ur.), KOTNIK, Rudi (ur.). Filozofija v šoli : prispevki k didaktiki filozofije. 1. natis. Ljubljana: Zavod Republike Slovenije za šolstvo, 1996, str. 21-30. 131927